# Leki przeciwwymiotne
Leki przeciwwymiotne (leki antyemetyczne, antyemetyki) – leki stosowane przeciw wymiotom i nudnościom, wykorzystywane m.in. w leczeniu choroby lokomocyjnej oraz działania niepożądanego opioidowych środków znieczulających, znieczulenia ogólnego oraz chemioterapii w chorobach nowotworowych.

## Powstawanie wymiotów
Wymioty są skutkiem pobudzenia ośrodków wymiotnych tworu siatkowatego w rdzeniu przedłużonym. Pobudzenie to może pochodzić z aparatu przedsionkowego ucha, żołądka i jelit lub ośrodka chemiowrażliwego, zlokalizowanego na dnie komory czwartej. Można je również wywołać mechanicznym podrażnieniem podniebienia miękkiego. Wymioty mogą też być reakcją odruchową na bóle trzewne (kolka powodowana kamicą żółciową lub nerkową).
W uruchamianiu odruchu wymiotnego biorą udział głównie: acetylocholina, dopamina, serotonina i histamina. W związku z tym leki przeciwwymiotne są antagonistami receptorów dla tych substancji.

## Rodzaje leków przeciwwymiotnych

### Antagonistyreceptorów serotoninowych(5-HT3)
Blokują receptory serotoniny w ośrodkowym układzie nerwowym oraz w cewie pokarmowej. Jako takie można je stosować do leczenia pooperacyjnych wymiotów i nudności spowodowanych lekami cytostatycznymi oraz radioterapią.
Przykłady leków:
- dolasetron
- granisetron
- ondansetron
- tropisetron
- palonosetron

### Antagonistyreceptorów dopaminergicznych(D2)
Przeciwwymiotnie działają niektóre neuroleptyki, będące antagonistami receptorów D2 w mózgu. Leki te są stosowane do leczenia nudności i wymiotów związanych z chorobą nowotworową, chorobą popromienną, opioidami, lekami cytotoksycznymi i znieczuleniem ogólnym.
Przykłady leków:
- domperidon
- droperidol
- haloperydol
- chloropromazyna
- prometazyna
- prochlorperazyna

Niektóre z tych leków mają ograniczone zastosowanie ze względu na ich pozapiramidowe i uspokajające (sedacyjne) działania uboczne.
Do grupy tej zalicza się również leki prokinetyczne, przyspieszające przesuwanie treści pokarmowej z żołądka do dwunastnicy. Wykazują one jednocześnie, podobnie jak neuroleptyki, właściwości antagonistyczne w stosunku do receptorów D2.
Przykłady leków:
- metoklopramid
- alizapryd

### Leki przeciwhistaminowe
Są to leki przeciwhistaminowe I generacji, stosowane też w łagodzeniu objawów alergii.
Jako leki przeciwwymiotne są stosowane w leczeniu wielu stanów wynikających z zaburzeń błędnika, między innymi choroby lokomocyjnej, oraz wymiotów powodowanych podrażnieniem ścian żołądka. Niektóre z nich, w wyjątkowych przypadkach, po konsultacji z lekarzem mogą być stosowane w zapobieganiu silnym wymiotom porannym w ciąży. Leki te nie są skuteczne w leczeniu wymiotów spowodowanych chemioterapią.
Przykłady leków:
- cyklizyna
- difenhydramina
- dimenhydrynat
- meklizyna
- prometazyna
- hydroksyzyna

### Kannabinoidy
Stosowane u pacjentów w wyniszczeniu nowotworowym (kacheksji), z wymiotami i nudnościami wywołanymi cytotoksycznością lub u niereagujących na inne środki. Powodują działania niepożądane podobne do wywoływanych przez marihuanę.
Przykłady leków:
- dronabinol
- nabilon
- Sativex

### benzodiazepiny
- midazolam
- lorazepam

### Cholinolityki(antagonistyreceptorów muskarynowych)
- skopolamina – skuteczna w leczeniu wymiotów pochodzenia błędnikowego i powodowanych podrażnieniem ścian żołądka. Mimo że jest najsilniejszym dostępnym środkiem zapobiegającym chorobie lokomocyjnej, nie jest powszechnie stosowana ze względu na liczne działania niepożądane.

### Glikokortykosterydy
- deksametazon – skuteczny przy podaniu w niskich dawkach na początku znieczulenia ogólnego; stosowany też jako lek przeciwwymiotny w trakcie leczenia cytostatykami[2]. Swoisty mechanizm działania nie jest w pełni znany.

### Inne
- trimetobenzamid
- imbir lekarski
- muscymol[3]